# 황효은
황효은(1978년 6월 4일 ~ )은 대한민국의 배우이다.

## 학력
- 서일대학 연극영화과

## 연기 활동

### 드라마
- 2007년: SBS 금요드라마 《아들 찾아 삼만리》 ... 이제니 역
- 2007년: KBS2 단막극 《드라마시티 - 명문대가 뭐길래》
- 2007년: SBS 특별기획 《칼잡이 오수정》 ... 나향미 역
- 2008년: MBC 시즌드라마 《비포 앤 애프터 성형외과》
- 2009년: MBC 월화드라마 《내조의 여왕》 ... 이슬 역
- 2009년: SBS 특별기획 《스타일》 ... 이인자 역
- 2009년: MBC 주말연속극 《보석 비빔밥》 ... 마예순 역
- 2010년: SBS 수목드라마 《산부인과》 ... 김순화 역 (특별출연)
- 2010년: SBS 월화드라마 《오! 마이 레이디》 ... 오재희 역
- 2010년: MBC 수목드라마 《나는 별일 없이 산다》 ... 진보라 역
- 2010년: MBC 수목드라마 《장난스런 키스》 ... 송강이 역
- 2011년: JTBC 대하드라마 《인수대비》 ... 삼월 역
- 2012년: SBS 일일연속극 《그래도 당신》 ... 이경주 역
- 2013년: MBC 아침드라마 《잘났어, 정말!》 ... 도도희 역
- 2013년: MBC 단막극 《드라마 페스티벌 - 수사부반장》
- 2017년: JTBC 금토드라마 《품위있는 그녀》 ... 천방순 역
- 2018년: MBC 주말드라마 《밥상 차리는 남자》 ... 가게 주인 역
- 2018년: KBS2 주말연속극 《하나뿐인 내편》 ... 미스 조 역
- 2019년: tvN 수목드라마 《그녀의 사생활》 ... '라떼'라는 닉네임을 가진 시나길의 신규 회원 역 (특별출연)
- 2019년: KBS2 월화드라마 《너의 노래를 들려줘》 - 왕미향 역
- 2019년: tvN 수목드라마 《싸이코패스 다이어리》 - 육지연 역
- 2020년: JTBC 수목드라마 《쌍갑포차》 ... 김 여사 역 (특별출연)
- 2021년: MBC 일일드라마 《밥이 되어라》 ... 이불집 여자 역 (특별출연)
- 2022년: KBS2 주말드라마 《현재는 아름다워》 - 심해준의 올케 역
- 2023년: JTBC 토일드라마 《신성한, 이혼》- 준희의 어머니 역
- 2024년~2025년: KBS2 월화드라마 《수상한 그녀》 - 정인 역

### 영화
- 2001년: 《번지 점프를 하다》 ... 조소과 여학생 역
- 2002년: 《후 아 유》 ... 회원녀 1 역
- 2002년: 《좋은 사람 있으면 소개시켜 줘》 ... 폭식족 역
- 2003년: 《대한민국 헌법 제1조》 ... 미자 역
- 2003년: 《영어완전정복》 ... 학습녀 베티 역
- 2004년: 《아라한 장풍대작전》 ... 춘하 역
- 2004년: 《내 남자의 로맨스》 ... 황송이 역
- 2004년: 《그 놈은 멋있었다》 ... 유치원 선생님 역
- 2004년: 《S 다이어리》 ... 소영 역
- 2005년: 《잠복근무》 ... 소영 역
- 2005년: 《너는 내 운명》 ... 다방 아가씨 역
- 2005년: 《내 생애 가장 아름다운 일주일》 ... 김 간호사 역
- 2006년: 《구세주》 ... 주원 아내 역
- 2006년: 《호로비츠를 위하여》 ... 동창 역
- 2006년: 《연애, 그 참을 수 없는 가벼움》 ... 체리 역
- 2007년: 《최강 로맨스》 ... 선미 역
- 2007년: 《만남의 광장》 ... 길중 모 역
- 2007년: 《바르게 살자》 ... 고주미 역
- 2008년: 《쉿! 그녀에겐 비밀이에요》 ... 봉자 역
- 2012년: 《인류멸망보고서》 ... 화유 역
- 2012년: 《저스트 프렌즈》 ... 황혜정 역
- 2015년: 《미쓰 와이프》 ... 조 선배 역
- 2018년: 《너의 결혼식》 ... 3반 담임 역
- 2019년: 《엑시트》 ... 둘째 누나 역
- 2024년: 《소풍》 ... 사장 손님 역

## 예능
- 2019년 MBC 《이상한 나라의 며느리》

## 수상
- 제5회 단막극제 여자인기상[1]